# Curt Nyström Stoopendaal

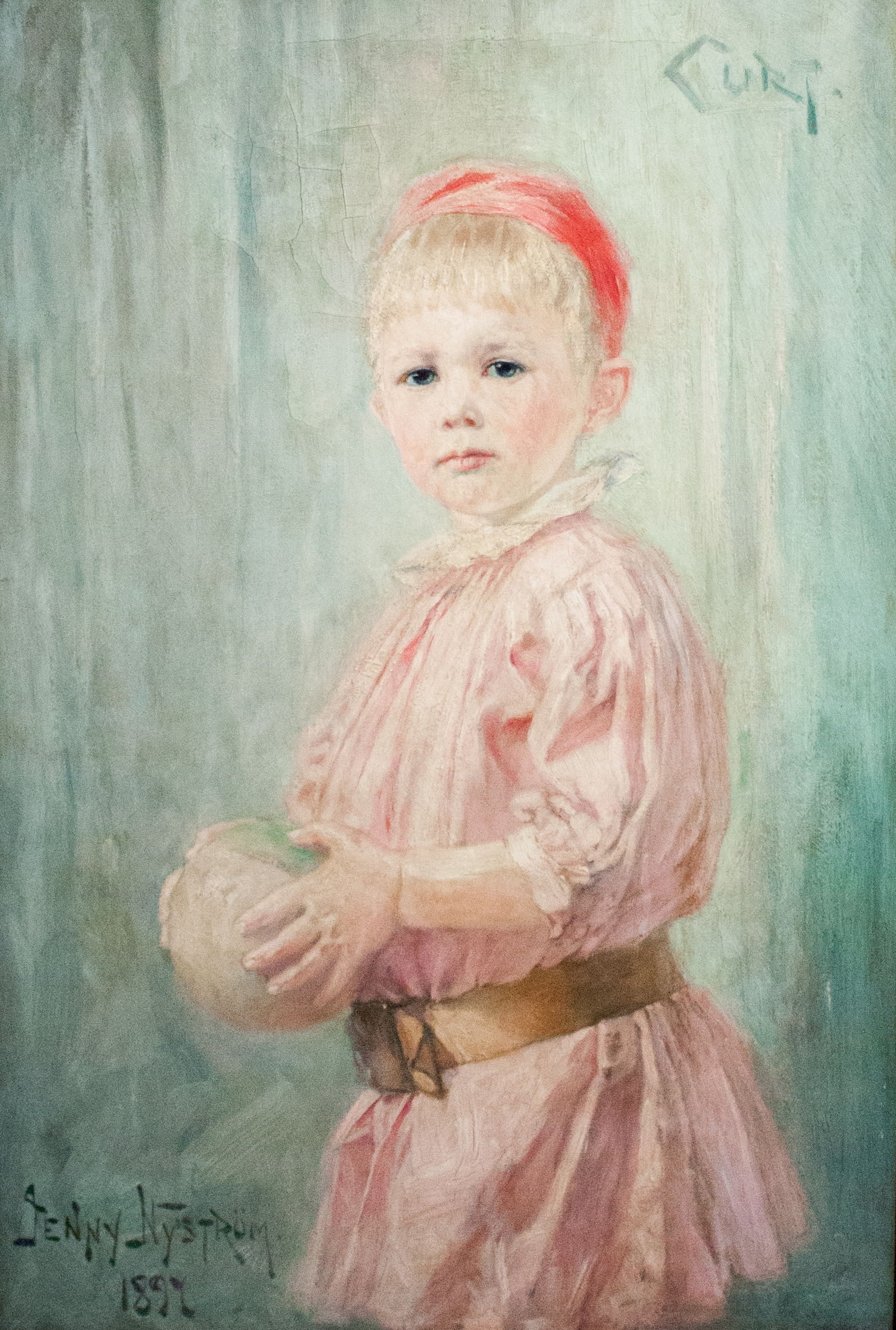
Jenny Nyström: Curt, målad 1897. Tillhör Kalmar läns museum

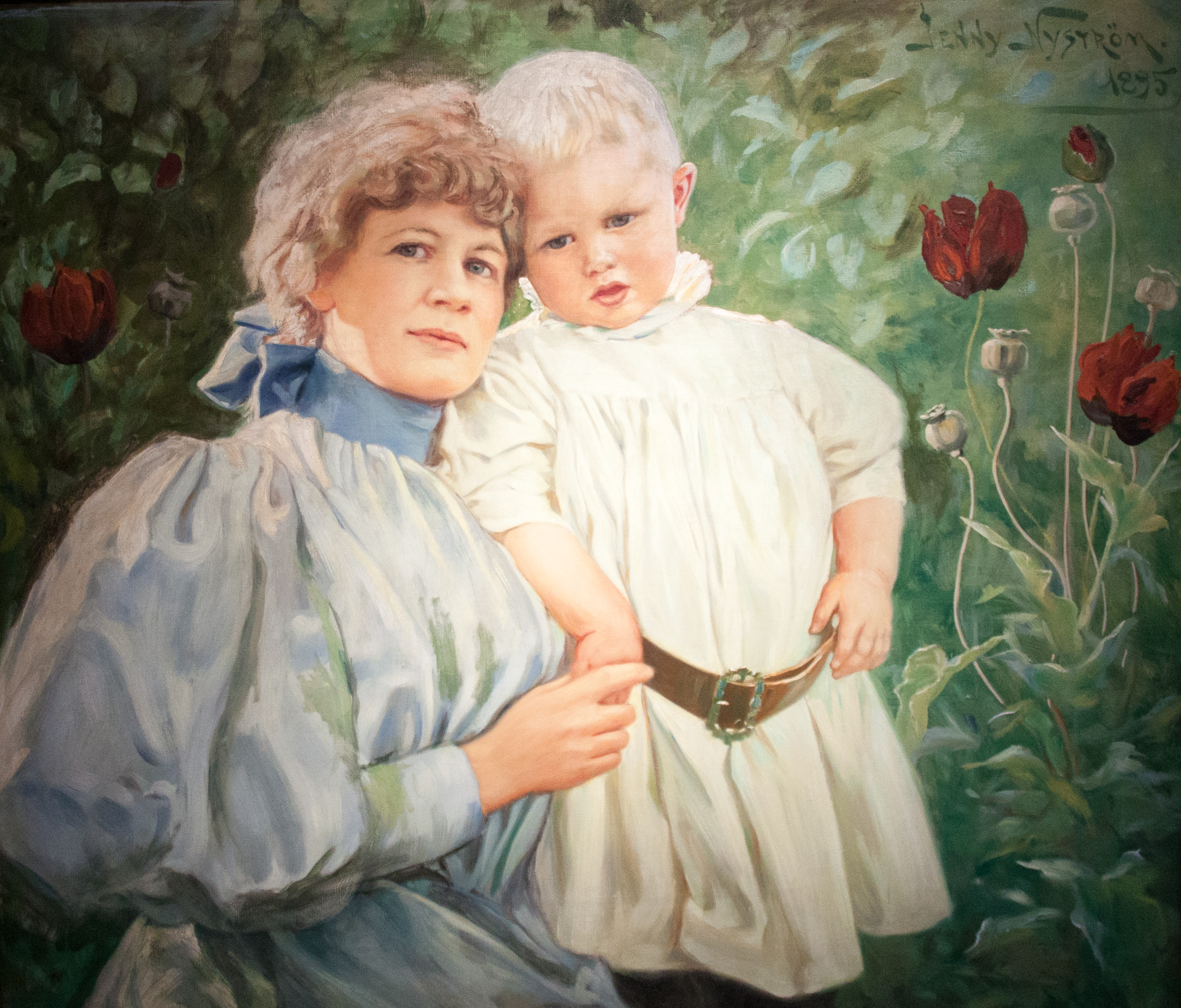
Jenny Nyström: Vi två, självporträtt med sonen Curt (1895). Tillhör Göteborgs konstmuseum

Curt Nyström Stoopendaal, född 25 juni 1893 i Stockholm, död 27 juli 1965, var en svensk illustratör. Han var son till Jenny Nyström och är precis som sin mor mest känd för sina julbilder.
Curt Nyström Stoopendaal började studera medicin efter studentexamen, men avbröt studierna för att istället studera vid Althins målarskola och Wilhelmsons målarskola. Han arbetade en tid som reklamtecknare men började 1934 att måla kort för Axel Eliassons Konstförlag. Han är begravd vid Rådmansö kyrka.